# Alejandro Fombellida
Alejandro Fombellida (* Valladolid, 27 de marzo de 1915 – † Buenos Aires, 9 de febrero de 1958). Fue un ciclista español, profesional entre 1934 y 1951 cuyos mayores éxitos deportivos los obtuvo en la Vuelta ciclista a España, donde obtuvo 5 victorias de etapa.

## Palmarés

### Ruta
| 1934 - San Sebastián 1935 - San Sebastián 1936 - San Sebastián | 1945 - Tortosa 1946 - 3 etapas en la Vuelta a España 1947 - 2 etapas en la Vuelta a España |

### Pista
- 1944

 Campeón de España de velocidad
- 1946

 Campeón de España de velocidad